# James Bond (franquicia)
James Bond es una saga literaria, así como un ciclo de cine, música, videojuegos, juegos de rol, y una serie de personajes y actores que forman una franquicia oficial producida por Eon Productions basada en el personaje James Bond, un agente ficticio del Servicio Secreto Británico creado en 1953 por el escritor Ian Fleming, quien lo presentó en doce novelas y dos colecciones de cuentos. Desde la muerte de Fleming en 1964, otros ocho escritores han escrito novelas o novelizaciones autorizadas de Bond: Kingsley Amis, Christopher Wood, John Gardner, Raymond Benson, Sebastian Faulks, Jeffery Deaver, William Boyd, Anthony Horowitz y Charlie Higson. La novela más reciente es Al servicio secreto de Su Majestad, de Charlie Higson, publicada en mayo de 2023. Además, Charlie Higson escribió una serie sobre un joven James Bond, y Kate Westbrook escribió tres novelas basadas en los diarios de un personaje recurrente de la serie, Moneypenny.
El personaje, también conocido por el número de código 007 (que se pronuncia «cero cero siete»), también ha sido adaptado para televisión, radio, cómics, videojuegos y cine. La franquicia de James Bond es una de las franquicias de medios de comunicación más taquilleras de todos los tiempos. Las películas constituyen una de las series de películas de mayor duración y han recaudado más de 7.040 millones de dólares en total en taquilla, lo que convierte a James Bond en la quinta serie de películas más taquillera hasta la fecha, que comenzó en 1962 con Dr. No, protagonizada por Sean Connery como Bond. A fecha de 2021, ha habido veinticinco películas en la serie de Eon Productions. La película de Bond más reciente, Sin tiempo para morir (2021), está protagonizada por Daniel Craig en su quinta interpretación de Bond; es el sexto actor en interpretar a Bond en la serie Eon. También ha habido dos producciones cinematográficas independientes de Bond: Casino Royale (una parodia de 1967 protagonizada por David Niven) y Nunca digas nunca jamás (una nueva versión de 1983 de una película anterior producida por Eon, Operación Trueno de 1965, ambas protagonizadas por Connery). Casino Royale también fue adaptada para televisión, como un programa de una hora en 1954 como parte de la serie Climax! de la cadena de televisión estadounidense CBS.
Las películas de Bond son famosas por diversas características, incluyendo sus bandas sonoras, cuyos temas musicales han recibido varias nominaciones al Óscar y tres premios. Otros elementos importantes presentes en la mayoría de las películas incluyen los coches de Bond, sus armas y los dispositivos que le proporciona Q Branch. Las películas también son conocidas por las relaciones de Bond con varias mujeres, conocidas popularmente como «chicas Bond».

## Historia inicial de la serie

### Creación e inspiración
Ian Fleming creó el personaje ficticio de James Bond como figura central de sus obras. Bond es un oficial de inteligencia del Servicio Secreto de Inteligencia, conocido comúnmente como MI6. Bond es conocido por su número de código, 007, y fue Comandante de la Reserva Naval Real. Fleming basó su creación ficticia en una serie de individuos que conoció durante su estancia en la División de Inteligencia Naval y en la Unidad 30 de Asalto durante la Segunda Guerra Mundial, admitiendo que Bond "era un compuesto de todos los agentes secretos y tipos de comando que conocí durante la guerra". Entre ellos se encontraba su hermano Peter, que había participado en operaciones secretas en Noruega y Grecia durante la guerra. Además del hermano de Fleming, otras personas también aportaron algunos aspectos de la composición de Bond, como Conrad O'Brien (francés), Patrick Dalzel (inglés), Bill "Biffy" Dunderdale y Duško Popov.
El nombre de James Bond procede del ornitólogo estadounidense James Bond, experto en aves del Caribe y autor de la guía de campo definitiva Birds of the West Indies (Aves de las Indias Occidentales). Fleming, aficionado a la ornitología, tenía un ejemplar de la guía de Bond y más tarde explicó a la esposa del ornitólogo que "me pareció que este nombre breve, poco romántico, anglosajón y muy masculino era justo lo que necesitaba, y así nació un segundo James Bond".
En una entrevista a The New Yorker en 1962 Ian Fleming declaró:

Cuando escribí el primer libro, en 1953, quería que Bond fuera un hombre muy aburrido y sin interés al que le ocurrieran cosas; quería que fuera un instrumento contundente... cuando estaba buscando un nombre para mi protagonista pensé por Dios, James Bond es el nombre más aburrido que he oído nunca.
Ian Fleming, The New Yorker, 21 de abril de 1962

En otra ocasión, Fleming dijo: "Quería el nombre más simple, aburrido y sencillo que pudiera encontrar. 'James Bond' era mucho mejor que algo más interesante, como 'Peregrine Carruthers'. Le ocurrirían cosas exóticas a él y a su alrededor, pero sería una figura neutral, un instrumento anónimo y contundente manejado por un departamento gubernamental".

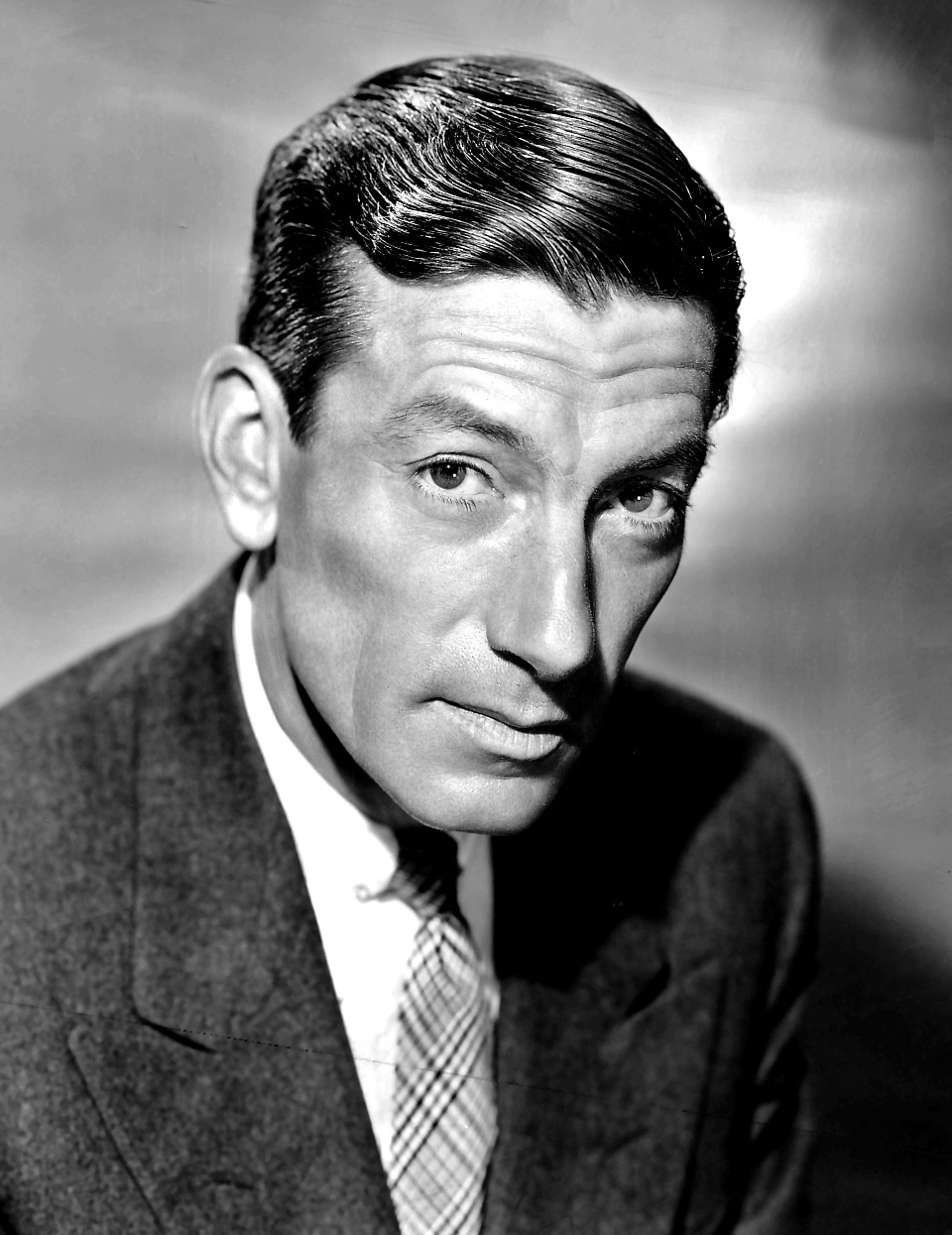
Hoagy Carmichael.

Fleming decidió que Bond debía parecerse tanto al cantante estadounidense Hoagy Carmichael como a sí mismo y en Casino Royale, Vesper Lynd comenta: "Bond me recuerda bastante a Hoagy Carmichael, pero hay algo frío y despiadado". Asimismo, en Moonraker, la agente de la División Especial Gala Brand piensa que Bond es "ciertamente guapo... En cierto modo, se parece a Hoagy Carmichael. Ese pelo negro cayéndole sobre la ceja derecha. Tiene los mismos huesos. Pero había algo un poco cruel en la boca y los ojos eran fríos".
Fleming dotó a Bond de muchos de sus propios rasgos, como compartir el mismo handicap de golf, el gusto por los huevos revueltos y el uso de la misma marca de artículos de tocador. Los gustos de Bond también están tomados a menudo del propio Fleming, al igual que su comportamiento, y la afición de Bond al golf y al juego reflejan las del propio Fleming. Fleming se inspiró en las experiencias de su carrera de espionaje y en todos los demás aspectos de su vida a la hora de escribir, e incluso utilizó nombres de amigos del colegio, conocidos, parientes y amantes a lo largo de sus libros.
No fue hasta la penúltima novela, Sólo se vive dos veces, cuando Fleming dio a Bond una idea de su entorno familiar. El libro fue el primero que se escribió tras el estreno de Dr. No en los cines, y la representación de Bond por Sean Connery afectó a la interpretación que Fleming hizo del personaje, dotando en adelante a Bond tanto de un seco sentido del humor como de unos antecedentes escoceses que no estaban presentes en las historias anteriores. En una esquela ficticia, supuestamente publicada en The Times, los padres de Bond eran Andrew Bond, del pueblo escocés de Glencoe, y Monique Delacroix, del cantón suizo de Vaud. Fleming no proporcionó la fecha de nacimiento de Bond, pero la biografía ficticia de John Pearson sobre Bond, James Bond: The Authorized Biography of 007, da como fecha de nacimiento de Bond el 11 de noviembre de 1920, mientras que un estudio de John Griswold sitúa la fecha en el 11 de noviembre de 1921.

## Libros

### Novelas
- Casino Royale 1953
- Vive y deja morir 1954
- Moonraker 1955
- Diamantes para la eternidad 1956
- Desde Rusia con amor 1957
- Dr. No 1958
- Goldfinger 1959
- Operación Trueno 1961
- El espía que me amó  1962
- Al servicio secreto de su Majestad 1963
- Sólo se vive dos veces 1964
- El hombre de la pistola de oro 1965

### Cuentos
- Sólo para tus ojos:

Cantidad de consuelo (1959)
De una ojeada a una cacería (1960)
Sólo para tus ojos (1960)
Risico (1960)
La rareza de Hildebrand (1960)
- Octopussy :

Alta tensión (1962)
*007 en Nueva York (1964)
Octopussy (1966)
Propiedad de una dama (1966)
Nota: *no publicado en español.

### Cómics
- It is them to die
- Operation Thunderball
- Her Majesty's 007
- The Man with the Golden Gun

## Películas

Skyfall (2012), es la película más taquillera de la saga Bond.

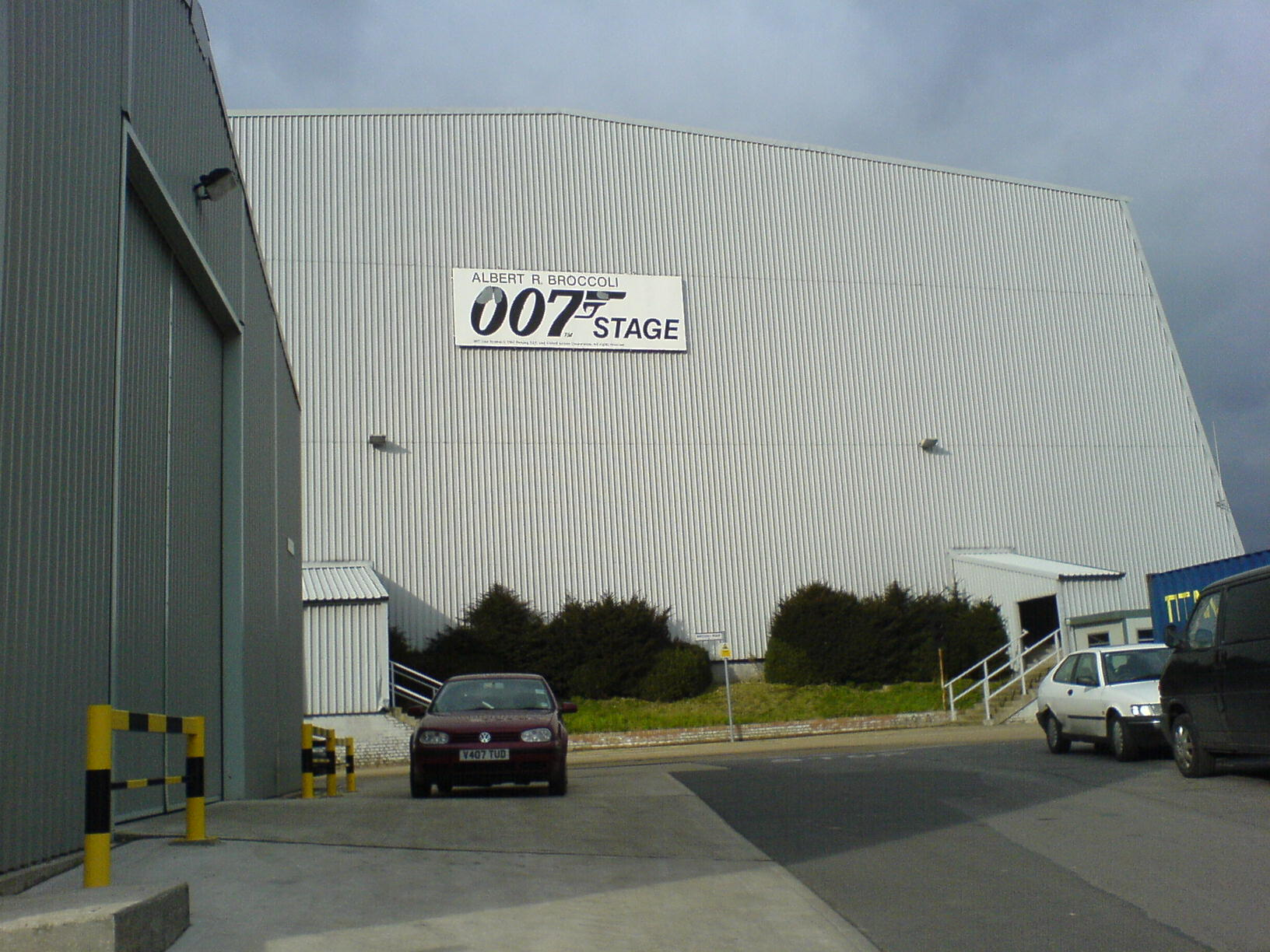
El estudio de grabación de 007 en Pinewood Studios.

Las películas de James Bond forman la serie británica de adaptaciones al medio audiovisual de películas de espías basado en el personaje de ficción del MI6, el agente James Bond, "007", que originalmente apareció en una serie de libros de Ian Fleming. Es la serie continua de películas más larga en la historia del cine, después de haber iniciado la producción desde 1962, las películas se presentan como un blockbuster.

### Actores

#### James Bond
James Bond en la franquicia oficial de EON Productions del agente 007, ha sido interpretado por seis actores en 25 películas oficiales.

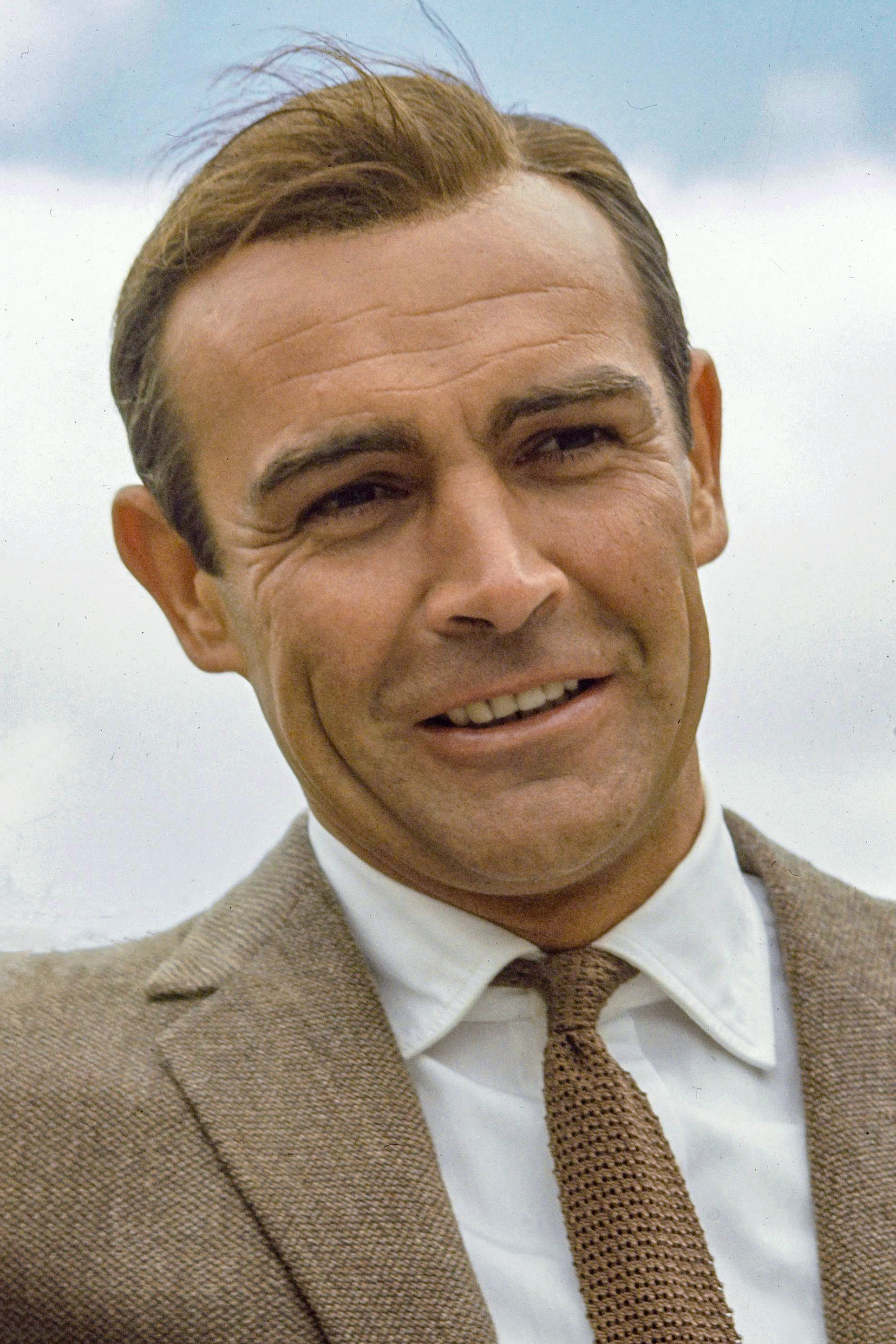
Sean Connery (1962–67; 1971)
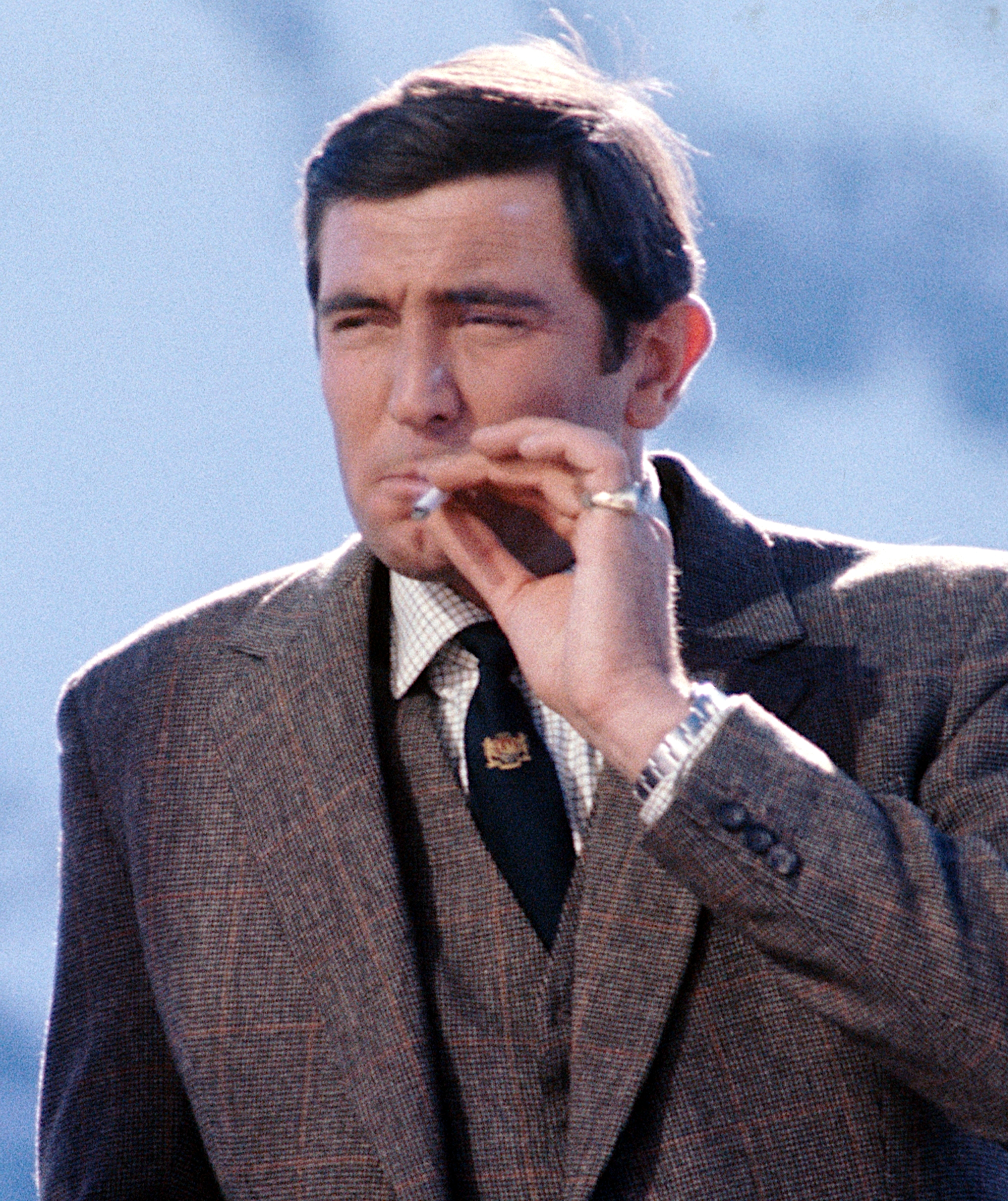
George Lazenby (1969)
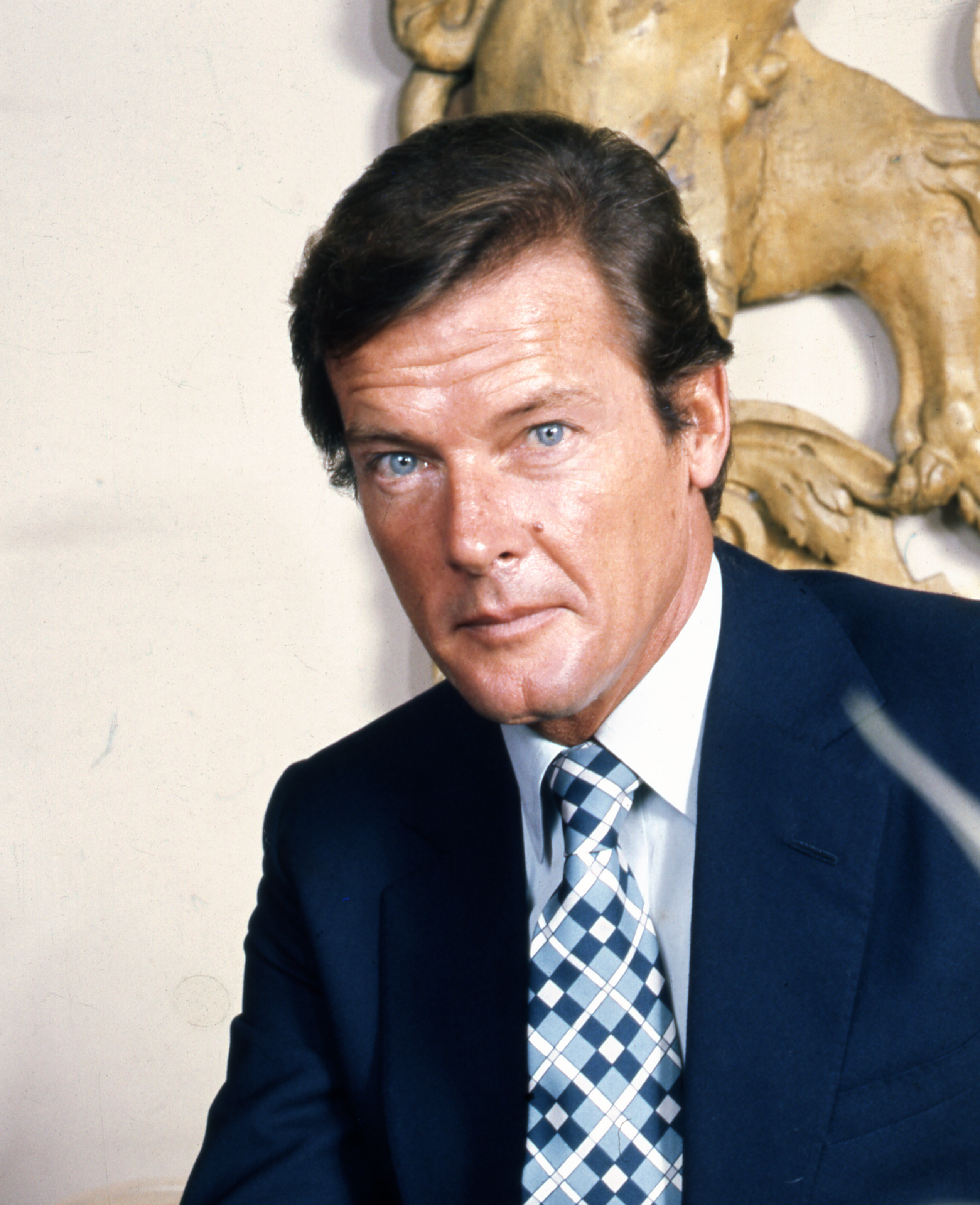
Roger Moore (1973–85)
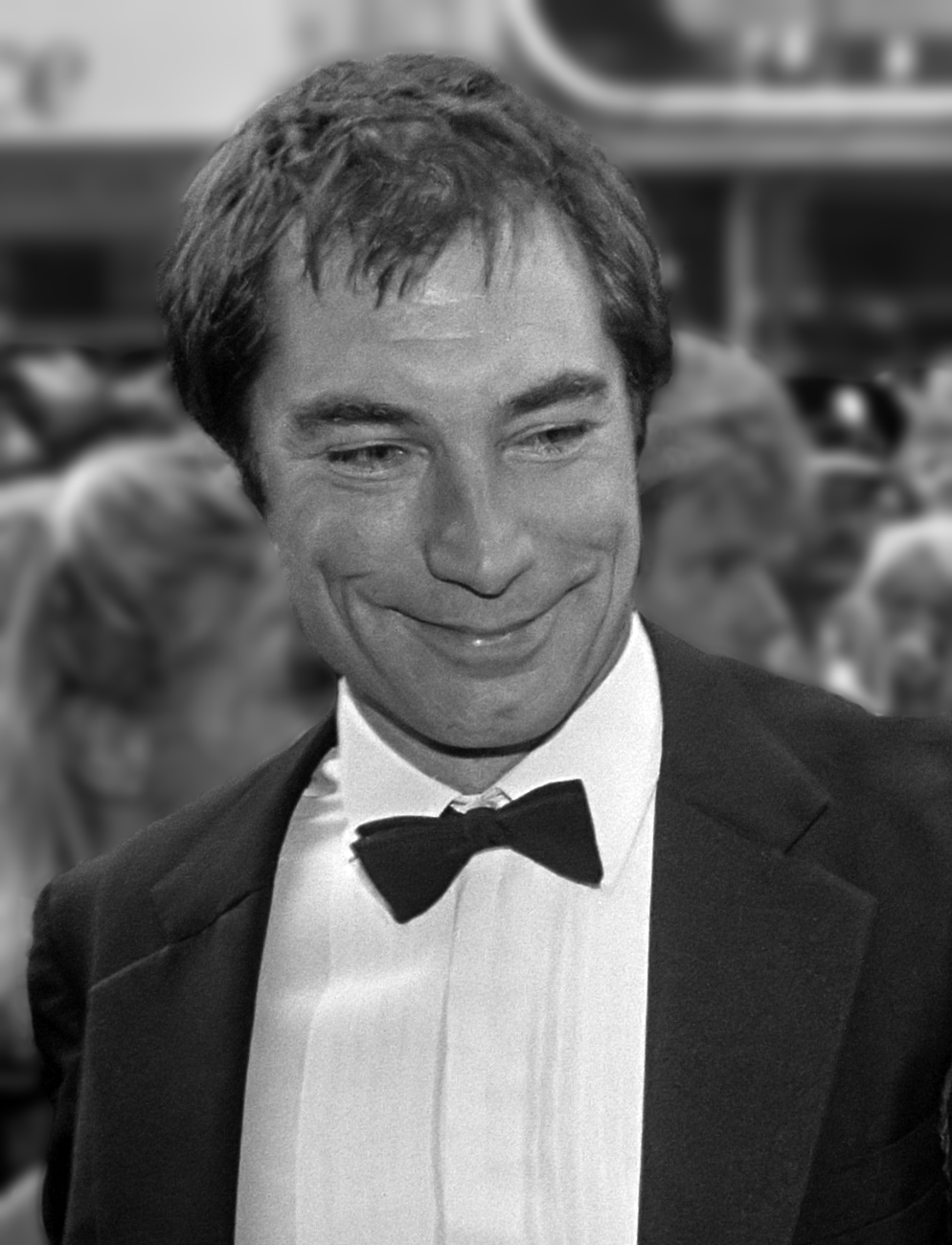
Timothy Dalton (1987–89)
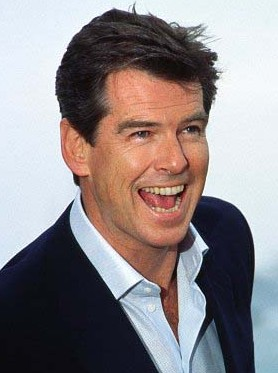
Pierce Brosnan (1995–2002)
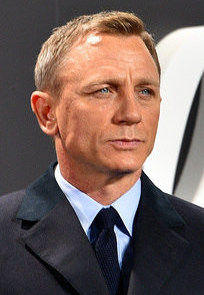
Daniel Craig (2006–21)

| Title                           | Year | Actor          | Director           |
| ------------------------------- | ---- | -------------- | ------------------ |
| Dr. No                          | 1962 | Sean Connery   | Terence Young      |
| From Russia with Love           | 1963 | Sean Connery   | Terence Young      |
| Goldfinger                      | 1964 | Sean Connery   | Guy Hamilton       |
| Thunderball                     | 1965 | Sean Connery   | Terence Young      |
| You Only Live Twice             | 1967 | Sean Connery   | Lewis Gilbert      |
| On Her Majesty's Secret Service | 1969 | George Lazenby | Peter R. Hunt      |
| Diamonds Are Forever            | 1971 | Sean Connery   | Guy Hamilton       |
| Live and Let Die                | 1973 | Roger Moore    | Guy Hamilton       |
| The Man with the Golden Gun     | 1974 | Roger Moore    | Guy Hamilton       |
| The Spy Who Loved Me            | 1977 | Roger Moore    | Lewis Gilbert      |
| Moonraker                       | 1979 | Roger Moore    | Lewis Gilbert      |
| For Your Eyes Only              | 1981 | Roger Moore    | John Glen          |
| Octopussy                       | 1983 | Roger Moore    | John Glen          |
| A View to a Kill                | 1985 | Roger Moore    | John Glen          |
| The Living Daylights            | 1987 | Timothy Dalton | John Glen          |
| Licence to Kill                 | 1989 | Timothy Dalton | John Glen          |
| GoldenEye                       | 1995 | Pierce Brosnan | Martin Campbell    |
| Tomorrow Never Dies             | 1997 | Pierce Brosnan | Roger Spottiswoode |
| The World Is Not Enough         | 1999 | Pierce Brosnan | Michael Apted      |
| Die Another Day                 | 2002 | Pierce Brosnan | Lee Tamahori       |
| Casino Royale                   | 2006 | Daniel Craig   | Martin Campbell    |
| Quantum of Solace               | 2008 | Daniel Craig   | Marc Forster       |
| Skyfall                         | 2012 | Daniel Craig   | Sam Mendes         |
| Spectre                         | 2015 | Daniel Craig   | Sam Mendes         |
| No Time to Die                  | 2021 | Daniel Craig   | Cary Joji Fukunaga |

#### Chica Bond

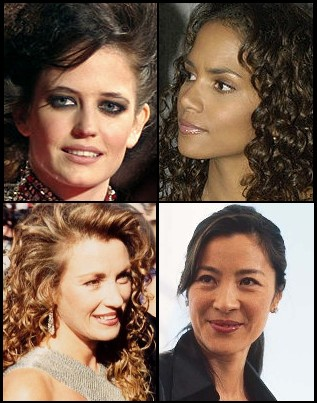
Cuatro chicas Bond de las películas de 007.

Chica Bond es un modismo de la actriz que interpreta a un personaje femenino de las películas de James Bond.

### Música
La serie de películas sobre James Bond poseen una banda de sonido característica, dotadas de firmas de autores musicales reconocidos y en su mayoría sus temas se han convertido en piezas clásicas de música cinematográfica.

## Personajes en el mundoBond

### James Bond
James Bond es un personaje de ficción creado por el periodista y novelista inglés Ian Fleming en 1953. 
James Bond es el protagonista de la serie de novelas, películas, cómics y videojuegos homónimos, en las que protagoniza sus propias misiones como Agente 007. Su profesión le otorga la denominación de agente encubierto, con «licencia para matar», afiliado al Servicio Secreto de Inteligencia británico, conocido actualmente como MI6. 

## Vehículos del mundoBond

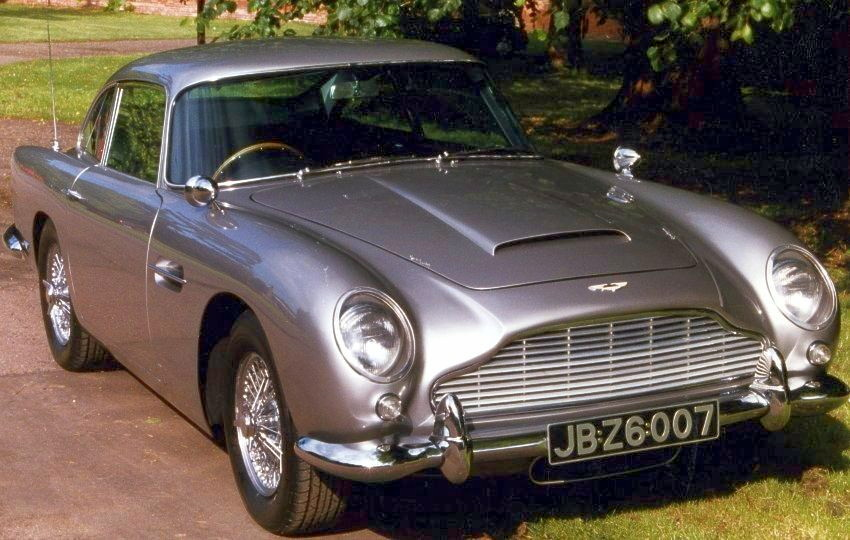
Aston Martin DB5.

James Bond ha conducido diversos tipos de coches en los libros y en las películas, pero destaca la marca Aston Martins en sus films, ya que se ha impuesto por la marca excelencia de Bond, hasta llegar al extremo que por antonomasia, el Aston Martin DB5 es propio de Bond, que fue utilizado en las películas Goldfinger, Operación Trueno, GoldenEye, El mañana nunca muere, Casino Royale, Skyfall y Spectre.

## Videojuegos
Cuando los videojuegos empezaron a ser populares aparecieron algunos que se basaban en el personaje de James Bond. Adaptados a las diversas tecnologías disponibles que se han ido presentando con el paso del tiempo los diversos videojuegos situados en el universo de James Bond se ha ido añadiendo a esta amplia categoría de juegos.

## Juego de Rol007
James Bond 007 es el único juego de rol comercializado bajo licencia y ambientado en el universo de James Bond. Creado por Gerard Christopher Klug y editado en Estados Unidos por Victory Games, fue publicado por primera vez en 1983 bajo el título original en inglés James Bond 007: Role Playing in Her Majesty's Secret Service («James Bond 007: juego de rol al servicio secreto de su Majestad»). Este juego de rol ganó el premio de las mejores reglas de juego de rol (Best Role-Playing Rules) otorgado por los premios Origins Awards en 1983 y el premio de excelente juego de rol (Outstanding Role-Playing Game) otorgado por los premios Strategists' Club Awards en 1984. Victory Games, editorial que lo publicaba, era una división de Avalon Hill, editorial de juegos de guerra y de rol con sede en Baltimore.

## Representación óptica
Visual y musicalmente, así como artísticamente en su conjunto, la manera de ser de James Bond y la británica de un caballero per se, como en el caso del artista Marc Engelhard y otros protagonistas, sirve de inspiración una y otra vez.